# Grand Prix des Schlagers
Der Grand Prix des Schlagers wurde 1998 als Pendant zum Grand Prix der Volksmusik ins Leben gerufen. Er sollte das Deutsche Song-Festival der Jahre 1991 und 1992 aufgreifen, konnte sich jedoch nicht durchsetzen, wenngleich die Schweiz im Jahr 1999 auch daran teilnehmen wollte. Der Wettbewerb wurde bereits nach der ersten Veranstaltung wieder eingestellt.
Für den Grand Prix des Schlagers 1998 wurde in Deutschland (5. März) und Österreich jeweils eine Vorentscheidung ausgetragen, bei der je 7 Titel für das Finale ermittelt wurden. Die Internationale Veranstaltung, eine Koproduktion des ZDF mit dem ORF, fand am 25. April in München statt und wurde aus Halle 9 der Bavaria-Filmstudios live übertragen. Moderatoren waren Kim Fisher und Patrick Lindner. Nach Vorstellung der Titel gaben Jurys aus den ARD-Hörfunkstationen sowie dem ORF und der SRG ihre Punkte ab. Am Ende der Wertung stand Oliver Haidt als erster und einziger Sieger des Grand Prix des Schlagers fest. Sein Lied Ich denk an Rhodos hatten Frank Pavell komponiert und Marina Lange getextet.

## Die Titel aus Deutschland (linke Spalte) und Österreich (rechte Spalte)
| Titel                                | Interpret        |
| ------------------------------------ | ---------------- |
| Alles okay (tutto va bene) ¹         | Rosanna Rocci    |
| Bleib bis der Morgen beginnt         | Carriere         |
| Damals waren wir noch Kinder         | Jody & Joy       |
| Dein größter Wunsch ¹                | Toni & Moni      |
| Ein bisschen mehr kann nicht schaden | Playa Rouge      |
| Gebt bloß dem Teufel kein Bier       | Peter Rubin      |
| Ich bin da ¹                         | Leonard          |
| Ich denk’ an Rhodos ¹                | Oliver Haidt     |
| Liebe, amore, love, je t’aime        | Edina Pop        |
| Mach’s gut bis zum nächsten Leben ¹  | Jürgen Marcus    |
| Nie mehr mit Laura ¹                 | Tim Peters       |
| Sonne, Mond und leuchtende Sterne ¹  | Wind             |
| Vorbei ist vorbei                    | Dennie Christian |
| Wenn Liebe geht                      | Irena            |
| Zeig mir, wo die Rosen blüh’n        | Duo Brillant     |
| Zu lang allein                       | Bettina Stein    |

| Titel                               | Interpret              |
| ----------------------------------- | ---------------------- |
| Das Gedicht ¹                       | Taste of live          |
| Das Leben ist hart                  | Gilbert                |
| Deine Liebe                         | Premiere               |
| Die Zeit mit dir                    | Jessica                |
| Du lebst in mir ¹                   | Sabinara               |
| Ein Stern, der deinen Namen trägt ¹ | Michael Stern          |
| Flieg, weißer Adler ¹               | Nik P. & Reflex        |
| Grand Prix                          | RSGPO                  |
| Hast du heut schon gelebt           | Caramia                |
| Heute Nacht                         | Leo Korn & Sabina Kent |
| Sieben dunkle Meere                 | Albert Frank           |
| So wie du ¹                         | Edda                   |
| Ti amo (Ein Märchen zuviel) ¹       | Feuer & Eis            |
| Tränen trocknen schwer              | Elke Sanders           |
| Wenn aus Träumen Tränen werden ¹    | Marco Polo             |
| Wo ich hin will, was ich tu         | Horst Chmela           |

¹ zugleich Teilnehmer an der Endausscheidung

## Die Platzierung des Grand Prix des Schlagers 1998
| Startnr.          | Land              | Interpret                           | Titel                               | Platz                               | Punkte                              |
| ----------------- | ----------------- | ----------------------------------- | ----------------------------------- | ----------------------------------- | ----------------------------------- |
| 10                | D                 | Oliver Haidt                        | Ich denk an Rhodos                  | 01.                                 | 40                                  |
| 13                | A                 | Nik P. & Reflex                     | Flieg, weißer Adler                 | 02.                                 | 30                                  |
| 05                | A                 | Marco Polo                          | Wenn aus Träumen Tränen werden      | 03.                                 | 26                                  |
| 12                | D                 | Rosanna Rocci                       | Alles okay                          | 04.                                 | 24                                  |
| 06                | D                 | Wind                                | Sonne, Mond und leuchtende Sterne   | 05.                                 | 21                                  |
| 14                | D                 | Jürgen Marcus                       | Mach's gut bis zum nächsten Leben   | 06.                                 | 19                                  |
| 02                | D                 | Leonard                             | Ich bin da                          | 07.                                 | 18                                  |
| 11                | A                 | Feuer und Eis                       | Ti amo                              | 08.                                 | 17                                  |
| 09                | A                 | Sabinara                            | Du lebst in mir                     | 09.                                 | 11                                  |
| 07                | A                 | Michael Stern                       | Ein Stern, der Deinen Namen trägt   | 10.                                 | 10                                  |
| 03                | A                 | Edda                                | So wie du                           | 10.                                 | 10                                  |
| 08                | D                 | Toni und Moni                       | Dein größter Wunsch                 | 12.                                 | 06                                  |
| 01                | A                 | Taste of live                       | Das Gedicht                         | 13.                                 | 03                                  |
| 04                | D                 | Tim Peters                          | Nie mehr mit Laura                  | 13.                                 | 03                                  |
| Veranstaltungsort | Veranstaltungsort | Halle 9 Bavaria-Filmstudios München | Halle 9 Bavaria-Filmstudios München | Halle 9 Bavaria-Filmstudios München | Halle 9 Bavaria-Filmstudios München |